# Zulia
Zulia (tiếng Tây Ban Nha: Zulia) là một bang nằm ở phía tây bắc Venezuela. Thủ phủ của bang là thành phố Maracaibo. Bang Zulia có diện tích 50.230 km² và dân số khoảng 3,7 triệu người, là bang đông dân nhất của Venezuela. Bang Zulia giáp với các tỉnh La Guajira, Cesar và Norte de Santander của Colombia ở phía tây, giáp với các bang Tachira và Merida ở phía nam, giáp với các bang Trujillo, Lara, Falcon ở phía đông và giáp với vịnh Venezuela ở phía bắc.